# Dewey Weber
David Earl Weber (* 18. August 1938 in Denver, Colorado; † 6. Januar 1993) war ein US-amerikanischer Surfer, ein beliebter Surffilmer und ein erfolgreicher Geschäftsmann in der Surfbrettproduktion. In den 1950er- und 1960er-Jahren zeichnete er sich durch seinen damals einzigartigen Surfstil aus. Er hat in mehreren Spielfilmen mitgewirkt und schließlich eine erfolgreiche Firma zur Herstellung von Surfbrettern gegründet. Am 14. November 2015 enthüllte die Stadt Hermosa Beach in ihrem Gemeindezentrum eine Skulptur, die von einem Foto von Dewey Weber inspiriert wurde, das der Surffotograf Leroy Grannis aufgenommen hatte.

## Jugend und Ausbildung
Weber war Einzelkind in einer aus Deutschland eingewanderten Arbeiterfamilie. Im nahe gelegenen Schwimmbad seines Babysitters lernte er schon früh das Wasser kennen. Sein Vater, Earl, war LKW-Fahrer. Seine Mutter Gladys arbeitete in der Nabisco-Crackerfabrik in Denver. Als Weber fünf Jahre alt war, zog seine Familie nach Manhattan Beach in Kalifornien.
Als er acht Jahre alt war, nahm ihn seine Mutter zu einem Vorsprechen mit, bei dem er die Rolle des Buster Brown gewann, einer Comicfigur, die von der Brown Shoe Company.
Als Weber vierzehn Jahre alt war, stellte Groucho Marx ihn in seiner nationalen Fernsehsendung You Bet Your Life als dreimaligen National Duncan Jo-Jo Champion vor.
Webers kleine, stämmige Statur (1,70 m, 80 kg) verhalf ihm dazu, bereits in seinem ersten Jahr an der High School eine Auszeichnung im Ringen zu erhalten. Als er 1956 seinen Abschluss an der Mira Costa High School machte, Weber war dreimaliger Westling-Meister geworden. Am El Camino College wurde er All-State-Kämpfer, und obwohl er sich anschließend für das olympische Ringerteam qualifizierte, hinderte ihn eine Verletzung unmittelbar vor den Spielen an der Teilnahme.

## Surfing
Weber erregte die Aufmerksamkeit eines der bekanntesten Surfer und Surfbrett-Hersteller jener Zeit, Dale Velzy, der für seine Surfbretter warb, indem er Surfer sponserte, die sie fuhren. Während Webers Arbeit für Velzy suchte der Surfer nach einer Möglichkeit, auf Hawaii zu surfen. Er arbeitete als Rettungsschwimmer im Biltmore Hotel und sparte Geld für seine erste Reise zu diesen Inseln.
Weber perfektionierte seinen persönlichen Surfstil auf Hawaii. Seine komplizierte Fußarbeit auf dem Brett, ganz anders als der vorherrschende Stil, brachte ihm den Spitznamen "Der kleine Mann auf Rädern" ein. Der Film The Big Surf von Bud Browne aus dem Jahr 1957 berichtete über Webers ersten Besuch auf Hawaii. Ein Bild aus diesem Film, das Weber beim Surfen in Makaha zeigt, wurde zum Symbol der United States Surfing Association. Weber spielte in fast allen Surffilmen der späten 1950er und der 1960er Jahre mit, darunter Slippery When Wet (1958), Cat on a Hot Foam Board (1959), und Walk on the Wet Side (1963).

## Als Geschäftsmann
1960, nachdem Weber von Hawaii nach Kalifornien zurückgekehrt war, gründete er Weber Surfboards in Venice Beach, wo er begann, Bretter mit Namen wie "Weber Performer" und "Weber Pig" herzustellen. Weber stellte seinen hoch angesehenen Shaper Harold Iggy ein und stellte ein Surfteam zusammen, das er in den unverwechselbaren roten Weber-Hosen und -Jacken zu Surfveranstaltungen schickte, um die Marke Weber zu bewerben. Der Erfolg seines Surfteams führte dazu, dass Weber Surfboards zu dieser Zeit nach Hobie den zweithöchsten Umsatz erzielte. Zwischen 1966 und 1967 verkaufte Weber etwa 10.000 "Performers" an allen Küsten des Landes. Weber eröffnete Geschäfte in Hermosa Beach, San Diego und Honolulu.
Mit dem Rückgang der Popularität des Longboards schrumpfte das Geschäft schließlich auf einen einzigen Laden. Obwohl Weber im Geschäft blieb und vor allem für seine Longboard-Designs bekannt war, produzierte er auch einige angeblich hervorragende Shortboards.
Entsprechend seiner Liebe zum Meer baute er ein Zweimann-Schwertfischboot und verbrachte einen Großteil seiner Zeit auf See. Er starb am 6. Januar 1993 an Herzversagen. Über seinen Tod wurde sowohl in der Print- als auch in der Rundfunkpresse ausführlich berichtet.